# محمود أوزن
محمود أوزن (بالتركية: Mahmut Özen؛ بالسويدية: Mahmut Özen) هو لاعب كرة قدم سويدي وتركي في مركز الدفاع، ولد في 1 سبتمبر 1988 في طرسوس في تركيا. لعب مع أضنة دمير سبور وقيصري إيرسيسبور ونادي مالمو.

## وصلات خارجية
- محمود أوزن على موقع الاتحاد الأوربي (الإنجليزية)
- محمود أوزن على موقع اتحاد السويد (السويدية)
- محمود أوزن على موقع اتحاد تركيا (لاعب) (الإنجليزية)
- محمود أوزن على موقع قاعدة بيانات كرة القدم.إي يو (الإنجليزية)
- محمود أوزن على موقع Soccerway.com (الإنجليزية)
- محمود أوزن على موقع عالم كرة القدم.نت (الإنجليزية)
- محمود أوزن على موقع AS.com (الإسبانية)